# Ендрю Сарріс
Е́ндрю Са́рріс (англ. Andrew Sarris, нар. 31 жовтня 1928 року, Бруклін, Нью-Йорк — пом. 20 червня 2012 року) — американський кінокритик, прихильник теорії авторського кіно.

## Життєпис
Ендрю Сарріс народився у Брукліні 31 жовтня 1928 року в родині греків-іммігрантів, Георга та Теміс Сарріс, дитинство провів у районі Озон-парку (Квінз). Після завершення школи імені Джона Адамса вступив до Колумбійського коледжу, де отримав диплом у 1951 році.
Вступив до військ зв'язку США, після завершення служби деякий час прожив з матір'ю, після чого вирушив до Парижу, де познайомився з Франсуа Трюффо та Жаном-Люком Годаром. У двадцять сім років почав дописувати до журналу Film Culture, а в 1960 році написав першу рецензію в тижневику The Village Voice, де опублікував текст, присвячений Психо Гічкока. Згодом працював у газеті The New York Observer, де він зокрема писав про Франсуа Трюффо, Макса Офюльса, Жана-Люка Годара, Мікеланджело Антоніоні, Інгмара Бергмана та Акіру Куросаву.
Був головним редактором англомовної версії журналу Cahiers du cinéma, зокрема став відомим через популяризацію теорії авторського кіно у США та пропагування цього терміну як можливого варіанту перекладу французького виразу «la politique des auteurs», запропонованого Франсуа Трюффо в есе «Нотатки до теорії автора» (1962). Британо-канадський кінокритик Робін Вуд переклав цей термін як «(про)авторська політика», критикуючи переклад Ендрю Сарріса через те, що він викликав асоціації з романтичною концепцією Автора.
У 1966 році на показі фільму Кеннета Енгера «Піднесення скорпіона» (1963) познайомився зі своєю майбутньою дружиною Моллі Гаскелл, з якою одружився три роки потому.
У 1968 році було видано книгу Сарріса «Американське кіно: режисери та напрямки (1929–1968)», в якій було викладено ґрунтовну оцінку режисерів звукової ери. Ця робота вплинула на багато інших критиків та сприяла тому, що в критичному дискурсі стали приділяти більше уваги режисерам. В «Американському кіно» Сарріс пропонує свій «пантеон» з чотирнадцяти видатних режисерів, які працювали у Сполучених Штатах. До списку потрапили американці Роберт Флаерті, Джон Форд, Д. В. Гріффіт, Говард Гоукс, Бастер Кітон та Орсон Веллс; німці Фріц Ланг, Ернст Любіч, Ф. В. Мурнау, Макс Офюльс та Джозеф фон Штернберг; британці Чарлі Чаплін та Альфред Гічкок; та француз Жан Ренуар. Сарріс також створив список «другорядних» режисерів, куди потрапили Біллі Вайлдер, Девід Лін та Стенлі Кубрік. У своїй книзі «Ви нічого ще не почули: американський звуковий фільм, історія та пам'ять, 1927–1949» Сарріс вибачився за те, що не зміг гідно оцінити Біллі Вайлдера, та додав його до свого «пантеону».
Коли Сарріс писав для видань NY Film Bulletin та The Village Voice, його сприймали як суперника Полін Кейл, яка різко розкритикувала «теорію Автора» у своєму есе «Кола та квадрати».
Кар'єра Ендрю Сарріса детально обговорюється у книзі «Заради любові до фільмів: історія американської кінокритики», спочатку іншими кінокритиками, які розповідають про те, як він запозичив теорію автора з французьких видань, а потім і самим Саррісом, який пояснював, яким чином він застосував теорію автора у своїй рецензії на фільм Психо (1960) Альфреда Гічкока. Говорячи про свою тривалу полеміку з Кейл, Сарріс зазначає, що, дивним чином, вони «створили один одного, вступивши в діалектичне протистояння».
Сарріс регулярно продовжував писати про кіно до 2009 року на сторінках The New York Observer та був професором кіно у Колумбійському університеті, своїй alma mater, зокрема читаючи курси з історії світового кіно, американського кіно та про Альфреда Гічкока аж до виходу на пенсію у 2011 році. Сарріс став співзасновником Національної спілки кінокритиків. Такі критики як Джим Гоберман, Кеннет Турен, Ермонд Вайт, Майкс Філліпс та Ентоні Скотт визнавали його вплив на власні тексти.
Помер у лікарні святого Луки на Мангеттені 20 червня 2012 року через ускладнення після травми, отриманої внаслідок падіння.

## Історія та критика
«Метод» Сарріса, викладений у книзі «Американське кіно», критикували як елітистський та суб'єктивний. Ті режисери, які не потрапили до пантеону, розглядалися під такими заголовками книги як Далека сторона раю, Додаткові пільги, Менше, ніж впадає у вічі, Трохи симпатично, Напружена серйозність, Дивакуватість, Новачки, Предмети для подальшого дослідження, Звільніть місце для клоунів! та Різне.
Критика теорії Автора часто виникає через нерозуміння її характеру. Сарріс був змушений захищати своє есе «Нотатки про теорію Автора» у книзі «Американське кіно», зазначивши наступне: «ця стаття була написана у манері, яка мені видавалася відвертою, трохи нерішучою та експериментальною, вона безперечно не планувалася як спроба дати остаточне обґрунтування». У подальшому він також зазначив, що теорія Автора має розглядатися радше не як теорія, але як «зібрання фактів, нагадування про фільми, які мають бути врятовані, жанри, які мають бути реабілітовані, режисерів, які мають бути відкриті знову».